# Râul Oboga
Râul Oboga este un curs de apă, afluent al Olt. 